# Lanteglos, Camelford
Lanteglos är en by i civil parish Camelford, i distriktet Cornwall, i grevskapet Cornwall i England. Byn är belägen 16 km från Bodmin. Lanteglos var en civil parish fram till 1934 när blev den en del av Camelford och Tintagel. Civil parish hade 1 298 invånare år 1931.